# کارل گوتفرید وید
کارل گوتفرید وُید (آلمانی: Karl Gottfried Woide) (۴ ژوئیه ۱۷۲۵–۹ مه ۱۷۹۰)، همچنین در انگلستان به عنوان Charles Godfrey Woide شناخته می‌شود، یک خاورشناس، پژوهشگر کتاب مقدس و یک کشیش آلمانی-انگلیسی بود.

## حرفه
وُید کار خود را به عنوان کشیش در کلیسای پروتستان در لزنو، لهستان آغاز کرد. در سال ۱۷۵۰ او نسخه خطی واژگان مصری-لاتین ماتورین ویسییر د لا کروز را در لیدن رونویسی کرد که کلمات ساهیدیک کریستین شولتز را در آن گنجانده بود. وید زبان قبطی را آموخت و در زبان ساهیدی متخصص شد.
وید از سال ۱۷۶۸ تا زمان مرگش در سال ۱۷۹۰ در بریتانیا زندگی کرد و به عنوان کشیش کلیسای پروتستان آلمان در ساووی و کلیسای کوچک هلندی اصلاح‌شده در کاخ سنت جیمز خدمت کرد. او بعداً در موزه بریتانیا، ابتدا در دپارتمان تاریخ طبیعی، سپس در دپارتمان کتاب‌های چاپی، مسئول نسخه‌های خطی شرقی آن، کتابدار شد. او یکی از اولین دانشمندانی بود که بر روی متون ساهیدی مصر کار کرد. او کدکس الکساندرینوس و متن منتشر شده عهد جدید را از این کد در سال ۱۷۸۶بررسی کرد.
وید در سال ۱۷۸۲ توسط سی‌پی موریتز توصیف شد که «در فاصله‌ای نه چندان دور از پدینگتون، در محله‌ای بسیار سرسبز در حاشیه شهر زندگی می‌کند، جایی که او هوای تمیزتر و تازه‌تری نسبت به شهر تنفس می‌کند. اگرچه او به عنوان یک مرجع دانش‌آموخته در زبان‌های شرقی شناخته شده‌است، اما با این حال مردی معاشرتی بود و تارک دنیا نبود.»
وید دارای چند برگ از نسخه خطی دو زبانه یونانی-قبطی عهد جدید معروف به Fragmentum Woideanum بود. که بخشی از کتاب لوقا را پوشش می‌دهند. وید پیشنهاد کرد که این قطعه در قرن هفتم ایجاد شده‌است. برگ‌ها متعلق به Uncial 070 است و برگ‌های دیگر این نسخه خطی در مکان‌های مختلف نگهداری می‌شود.

## زندگی شخصی و میراث
وید در فرانکفورت آندر اودر و لیدن تحصیل کرد و دکترای الاهیات از دانشگاه کپنهاگ گرفت. او در سال ۱۷۸۵به عنوان عضو انجمن سلطنتی انگلستان انتخاب شد، DCL توسط دانشگاه آکسفورد در سال ۱۷۸۶ایجاد شد و عضو بسیاری از انجمن‌های خارجی منصوب شد. او و همسرش دو دختر داشتند. او در سال ۱۷۹۰ هنگام مکالمه در خانه سر جوزف بنکس دچار افسردگی شد و بعداً در اتاق‌های خود در موزه بریتانیا درگذشت.

## آثار
- واژگان مصری-لاتین، ۱۷۷۵.
- دستور زبان مصری هر دو گویش (۱۷۷۸)
- عهد جدید یونانی از کدکس ms. الکساندرینو، لندن ۱۷۸۶.
- ضمیمه چاپ عهد جدید یونانی ... که شامل قطعاتی از عهد جدید به تعبیر لهجه مصر علیا است که به آن تبئیک یا ساهیدی می‌گویند.، آکسفورد ۱۷۹۹.